# Wiktor Chatschaturowitsch Dumanjan
Wiktor Chatschaturowitsch Dumanjan (russisch Виктор Хачатурович Думанян; * 30. August 1926 in Baku; † 11. September 2004 in Moskau) war ein sowjetisch-russischer Bildhauer.

## Leben
Dumanjan studierte am Aserbaidschanischen Konservatorium (1945–1946), an der Jerewaner Kunsthochschule bei Grigor Aharonjan (1946–1948) und dann in Moskau an dem aus dem Moskauer WChUTEIN hervorgegangenen Surikow-Kunstinstitut bei Dmitri Schwarz und Nikolai Tomski mit Abschluss 1954.

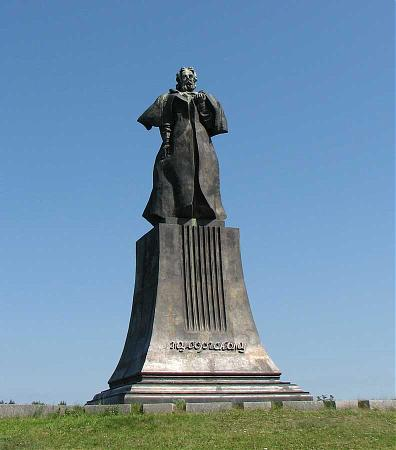
Mussorgski-Denkmal, Karewo

Dumanjan schuf Porträts von Schostakowitsch (1964), Mozart am Cembalo (1967), Bach (1970), Leonid Kogan (1970), dem Bildhauer Juri Orechow (1978), Beethoven (1969, 1970, 1982), Skrjabin (1994–1995 für die Internationale Skrjabin-Musikgesellschaft), D. W. Sesemon (1998) und Puschkin (1999).
Dumanjan schuf Denkmäler für den Lehrer in Toropez (1974 zusammen mit Juri Orechow), Marschall Schukow in seinem Geburtsort Strelkowka (1985), Peter I. in Gschatsk (1986), Mussorgski in seinem Geburtsort Karewo (1989, Variante in Jekaterinburg), Prokofjew in Moskau (1991) und Wiktor Wasnezow in Moskau (1995).
Für den Raumfahrt-Pionier Ari Sternfeld gestaltete Dumanjan 1990 eine Gedenktafel im Maly Patriarschi Pereulok an den Patriarchenteichen in Moskau.
Dumanjan wurde 1997 zum Korrespondierenden Mitglied der Russischen Akademie der Künste gewählt.

## Ehrungen, Preise
- Grekow-Silbermedaille des Kulturministeriums der UdSSR, der Union der Künstler der UdSSR und der Politischen Hauptverwaltung der Sowjetischen Armee und Marine (1972)
- Grekow-Goldmedaille (1988)
- Goldmedaille der Russischen Akademie der Künste (1988)
- Volkskünstler der Russischen Föderation (2003)[3]